# Gare d'Oyama
La gare d'Oyama (小山駅, Oyama-eki) est une gare ferroviaire de la ville d'Oyama dans la préfecture de Tochigi au Japon. Elle est desservie par la ligne Shinkansen Tōhoku, ainsi que par 3 lignes classiques de la compagnie East Japan Railway Company (JR East).

## Situation ferroviaire
La gare est située au point kilométrique (PK) 80,6 de la ligne principale Tōhoku et au PK 80,6 de la ligne Shinkansen Tōhoku. Elle marque le début des lignes Ryōmō et Mito.

## Histoire
La gare a été inaugurée le 16 juillet 1885. Elle est desservie par la ligne Shinkansen Tōhoku depuis le 23 juin 1982.

## Service des voyageurs

### Accueil
La gare dispose d'un bâtiment voyageurs, avec guichets, ouvert tous les jours.

### Desserte
- Ligne Shinkansen Tōhoku :
  - voie 1 : direction Nasushiobara, Fukushima, Sendai et Morioka
  - voies 4 et 5 : direction Ōmiya et Tokyo
- Ligne Ryōmō :
  - voies 6 et 8 : direction Tochigi, Ashikaga, Kiryū et Takasaki
- Ligne principale Tōhoku (ligne Utsunomiya) :
  - voies 9 et 10 : direction Utsunomiya et Kuroiso
  - voies 12 et 13 : direction Ōmiya et Ueno
- Ligne Mito :
  - voies 15 et 16 : direction Shimodate et Mito